# El-Sayed Abumedan
El-Sayed Abumedan –en árabe, السيد أبو ميدان– (El-Mahalla El-Kubra, 29 de octubre de 1977) es un deportista egipcio que compitió en judo. Ganó seis medallas en el Campeonato Africano de Judo entre los años 1996 y 2004.

## Palmarés internacional
| Campeonato Africano | Campeonato Africano   | Campeonato Africano | Campeonato Africano |
| Año                 | Lugar                 | Medalla             | Categoría           |
| ------------------- | --------------------- | ------------------- | ------------------- |
| 1996                | Sudáfrica (Sudáfrica) | Medalla de plata    | –78 kg              |
| 1998                | Dakar (Senegal)       | Medalla de bronce   | –81 kg              |
| 2000                | Argel (Argelia)       | Medalla de bronce   | –81 kg              |
| 2001                | Trípoli (Libia)       | Medalla de plata    | –81 kg              |
| 2002                | El Cairo (Egipto)     | Medalla de plata    | –81 kg              |
| 2004                | Túnez (Túnez)         | Medalla de bronce   | –81 kg              |